# Батиола (Месина)
Батиола је насеље у Италији у округу Месина, региону Сицилија.
Према процени из 2011. у насељу је живело 51 становника. Насеље се налази на надморској висини од 730 м.